# اولفرسهایم
اولفرسهایم (به آلمانی: Uelversheim) یک شهر در آلمان است که در ماینتس-بینگن واقع شده‌است. اولفرسهایم ۱٬۰۸۴ نفر جمعیت دارد.